# 18e Europese Filmprijzen
De 18e uitreiking van de Europese Filmprijzen waarbij prijzen werden uitgereikt in verschillende categorieën voor Europese films vond plaats op 3 december 2005 in de Duitse hoofdstad Berlijn.

## Nominaties en winnaars

#### Beste film
- Caché
  - Brødre
  - Don't Come Knocking
  - My Summer of Love
  - Sophie Scholl - die letzten Tage

#### Beste regisseur
- Michael Haneke – Caché
  - Susanne Bier – Brødre
  - Roberto Faenza – Alla luce del sole
  - Álex de la Iglesia – Crimen ferpecto
  - Paweł Pawlikowski – My Summer of Love
  - Cristi Puiu – Moartea domnului Lăzărescu
  - Wim Wenders – Don't Come Knocking

#### Beste acteur
- Daniel Auteuil – Caché
  - Romain Duris – De battre mon cœur s'est arrêté
  - Henry Hübchen – Alles auf Zucker!
  - Ulrich Matthes – Der neunte Tag
  - Jérémie Renier – L'Enfant
  - Ulrich Thomsen – Brødre

#### Beste actrice
- Julia Jentsch – Sophie Scholl - die letzten Tage
  - Juliette Binoche – Caché
  - Sandra Ceccarelli – La Vita che vorrei
  - Connie Nielsen – Brødre
  - Nathalie Press – My Summer of Love
  - Audrey Tautou – Un long dimanche de fiançailles

#### Beste scenario
- Hany Abu-Assad & Bero Beyer – Paradise Now
  - Michael Haneke – Caché
  - Anders Thomas Jensen – Adams æbler & Brødre
  - Dani Levy & Holger Franke – Alles auf Zucker!
  - Mark O'Halloran – Adam & Paul
  - Cristi Puiu & Răzvan Rădulescu – Moartea domnului Lăzărescu

#### Beste cinematografie
- Franz Lustig – Don't Come Knocking
  - Christian Berger – Caché
  - Bruno Delbonnel – Un long dimanche de fiançailles
  - Ryszard Lenczewski – My Summer of Love
  - Anthony Dod Mantle – Manderlay
  - Gyula Pados – Sorstalanság

#### Beste filmmuziek
- Rupert Gregson-Williams & Andrea Guerra – Hotel Rwanda
  - Joachim Holbek – Manderlay
  - Cyril Morin – The Syrian Bride
  - Ennio Morricone – Sorstalanság
  - Stefan Nilsson – Så som i himmelen
  - Johan Söderqvist – Brødre

#### Beste documentaire
- Un dragon dans les eaux pures du Caucase
  - Am seidenen Faden
  - The Devil's Miner
  - Leiputrija
  - Melodias
  - Pries parskrendant i zeme
  - Repetitioner
  - The Swenkas
  - Ungdommens råskap
  - Viva Zapatero!
  - Workingman's Death

#### Niet-Europese film
- Good Night, and Good Luck.
  - Battle in Heaven
  - Be with Me
  - Brokeback Mountain
  - Broken Flowers
  - C.R.A.Z.Y.
  - Lady Vengeance
  - The Constant Gardener
  - Crash
  - Look Both Ways
  - Tsotsi